# Nordic ID
Nordic ID — разработчик, производитель и продавец портативных терминалов для беспроводной связи и автоматической идентификации, в том числе — считывателей, работающих со штрихкодами, RFID. Основная отрасль, в которой применяются её разработки — складская логистика. Лидер в области разработок переносных высокочастотных RFID-считывателей
Штаб-квартира Nordic ID расположена на юго-западе Финляндии, в городе Сало, также известном как «долина мобильных телефонов». Сегодня представительства компании открыты в Германии, Франции, Нидерландах, Швеции, Великобритании и США. Среди клиентов компании есть такие международные корпорации, как Woolworths, Spar, Coop, Adidas, Morrisons, Shell, DFDS.
Ассортимент Nordic ID составляет продукция серии RF, которая представляет собой систему беспроводного сбора данных, а также линейка продукции серии PL на базе операционной системы Windows CE. Обе продуктовые линейки представляют собой инструменты для сбора данных, с вариациями для считывания штрихкодов, либо радиочастотной идентификации. Важнейшим из разработок стал RF500, ручной терминал сбора данных, имеющий небольшой вес, позволяющий легко работать с ним одной рукой.
В конце 2000-х компания переживала этап стабильного роста — ежегодно в течение пяти лет ключевые финансовые показатели увеличивались на 30 — 40 %. Каждый год Nordic ID поставляет более 10 тыс. единиц продукции. Значительную часть своих доходов компания инвестирует в исследования и разработки.